# Minilab

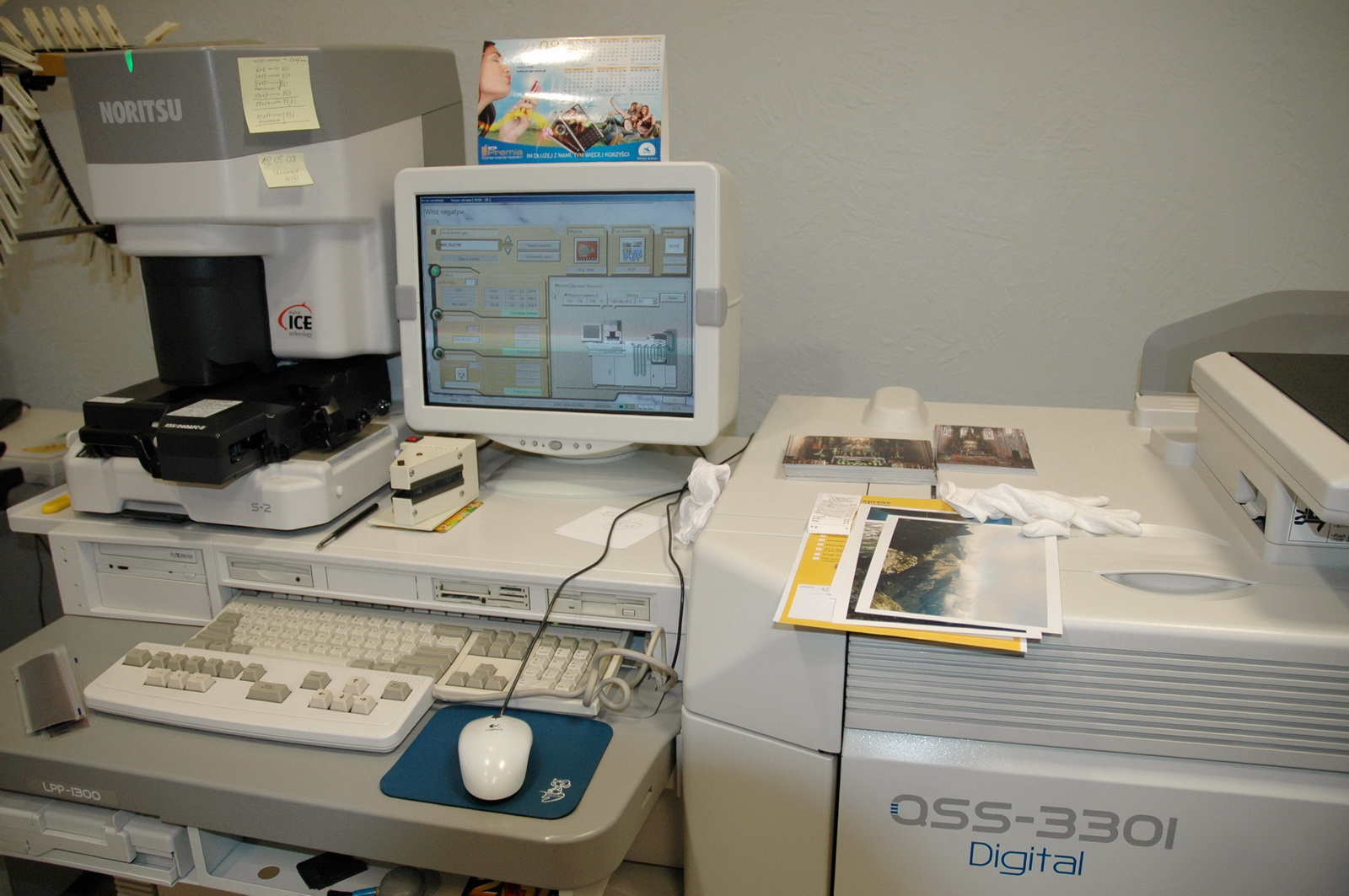
Noritsu QSS-3301 digital minilab

Un minilab, nel settore della fotografia, è un laboratorio fotografico completo (composto da sviluppo negativo, stampa e sviluppo carta fotografica) ridotto a dimensioni accettabili per il negozio del fotonegoziante.
Fino a qualche anno fa i minilab erano esclusivamente di tipo analogico ovvero basati sullo sviluppo e successiva stampa della pellicola fotografica, al giorno d'oggi queste soluzioni sono state ormai quasi completamente sostituite da quelle per la stampa da file digitale basate sulle più diverse tecnologie (laser, LCD, LED, a specchi ecc.).
Nei Kodak e Agfa minilab, le pellicole sono processate con C41b e la carta con RA-4. 
Il tempo di realizzo è di 20 minuti mediamente.
Tipicamente vi sono due macchine film processor e la stampante paper printer/processor. In alcuni sistemi sono integrate in un'unica macchina.

## Costruttori
Dal 2005, due costruttori, Agfa e Konica uscirono dal mercato. Minilab Factory GmbH rilevò la branca minilab della Agfa nel 2006. Gretag Imaging, da non confondere con Gretag Macbeth, fallì nel dicembre 2002. Gli asset vennero ceduti alla San Marco Imaging. Nel 2006, Noritsu e Fuji annunciarono un'alleanza. Noritsu produsse i Fuji minilab fino alla cessazione della attività. Fujifilm continuò la produzione del Frontier LP5700R. Fujifilm inkjet minilab o dry lab sono forniti dalla Noritsu e Epson.

## Digital minilab
Un digital minilab è un computer printer che usa chimica fotografica tradizionale per stampare immagini digitali. 

## Dry minilab
"Dry lab" è un termine che indica senza prodotti chimici ("secco") tradizionali come alogenuro d'argento ("umido").